# Didem Pekün
Didem Pekün (1978, Istanboel) is een Turks-Britse kunstenaar, die in haar documentaires en video-installaties onderzoek, praktijk en pedagogie combineert.
Terugkerend thema in het werk van Didem Pekün zijn de verwoestende effecten van geweld en ontheemding, een andere terugkerend thema is de cyclus van de natuur, van gebeurtenissen die zich herhalen. Ze is internationaal actief. Als mede-oprichter van het Center for Spatial Justice (MAD) in Istanboel wil ze ruimtes en praktijken van hoop (re)produceren. Ze gebruikt transnationale kennis en interdisciplinaire expertise voor lokale gemeenschappen. Dit doet ze in een team van architecten, stedenbouwkundigen, juridische experts, kunstenaars, video-makers, ontwerpers, documentairemakers en sociale wetenschappers.

## Leven
Pekün is in 1978 geboren in de Turkse hoofdstad Istanboel. Ze heeft gestudeerd in de Engelse hoofdstad Londen (2002-2016). Ze is vanaf 2021 gastdocent aan de Kadi Has Universiteit in Istanboel en vervulde onder andere de functies van wetenschappelijk medewerker (faculteitslid) aan de Koç Universiteit (2013-2019), Visiting Research Fellow binnen het vakgebied Visual Cultures aan Goldsmiths College van de Universiteit van Londen (2017-2018) en Joint Fellow aan het Institute for Advanced Studies & Visual Studies Platform aan the Central European University (CEU) in Boedapest (2017-2018). In 2022-2023 is ze fellow aan de Graduate School/Berlin Center for the Advanced Studies in Arts and Sciences aan de Universität der Künste in de Duitse hoofdstad Berlijn. Daar wil ze een "Elemental Lab", een zelforganiserend pedagogisch en ecologisch kunstplatform, mogelijk maken.

## Opleiding
Didem Pekün behaalde een bachelor muziek aan SOAS, University of London (2002-2005), vervolgens een master aan Goldsmiths College van de University of London in documentaire (2006-2007) en is in 2016 gepromoveerd in Visual Cultures van Goldsmiths College van de University of London.

## Werk (selectie)
- 2010, Tÿlay German: kor ve ates yillari (jaren van vuur en sintels). Documentaire in kleur en zwart/wit; duur: 50 min. Productie: Didem Pekün; regie: Didem Pekün en Barış Doğrusöz; Script: Didem Pekün, Barış Doğrusöz. taal: Turks. Deze documentaire gaat over de invloedrijke Turkse zangeres Tülay German en haar activistische muziek. German tartte verwachtingen met haar professionele, politieke en persoonlijke keuzes. Didem Pekün onderzoekt de samenhang tussen kunst, politiek en identiteit met urgente vragen in de hedendaagse context.[4]

- 2011-2016 0f dice and men. Video in kleur en met geluid. Duur: 28:32 min. Regie: Didem Pekün; Digitale samenstelling: Barış Doğrusöz; Sound Design: Fatih Rağbet; Sound Mix: Metin Bozkur; Vertaler: Nazım Hikmet Richard Dikbaş; muziek: All of them are memories since now, geschreven, uitgevoerd en geproduceerd door Nihan Devecioğlu (mezzo sopraan) en Eri Hidaka (sopraan). Les jeux sont faits: Gecomponeerd, opgenomen en gemixt door Tommaso Perego, Eloisa Manera (viool), Tommaso Perego (Max MSP).  In dit essayistische videodagboek worden de fluctuerende ritmes van het dagelijks leven onderbroken door momenten waarop persoonlijke gevolgen en markeringen naar voren komen. Over twee schermen is het materiaal voornamelijk ontleend aan Londen en Istanboel, de twee steden waar Peküns leven zich afspeelt - en waartussen ze wordt verscheurd. De film bevat beelden van de Occupy-bewegingen (2011, Londen) en de Gezi-protesten (2013, Istanboel), verweven met vreugdevolle, vluchtige ervaringen zoals jongens die de Bosporus induiken of een eerste ervaring van een natuurwonder. Tegen deze achtergrond laveert Pekün tussen momenten waarin ze zich gebroken voelt en het geweld herbeleeft en het dagelijks leven. Uit haar dagboekaantekeningen komt naar voren hoe we reageren op het heden - waar subjectiviteit en politieke macht zich doen gelden.[4] Het werpen van dobbelstenen is een visueel Leitmotiv, dat verwijst naar vaste patronen in het dagelijks leven en de zich herhalende geschiedenis.[6] of dice and men bevindt zich in de collectie van het Van Abbe Museum in Eindhoven, Nederland.[7] Het is verworven in 2016.

- 2018, Araf. Documentaire in kleur met geluid. Regie en script: Didem Pekün; Director of Photography: Petros Nousias, gsc; Editor: Didem Pekün; Muziek: Mountain of Air, geschreven en geproduceerd door Ellen Arkbro, opgevoerd door Johan Graden, Elena Kakaliagou, Hilary Jeffery, Robin Hayward; Elena Kakaliagou/Ingrid Schmoliner; Album: Nabelóse, Nabelóse Kakaliagou/Schmoliner gebaseerd op het Griekse volksliedje "Βάρκα μου μπογιατισμένη"; Frau im Berg Kakaliagou/Schmoliner; To be given up, Kakaliagou/Schmoliner gebaseerd op het Griekse volksliedje "Γιάννη μου"; Geluid: Theofilos Botonakis /Fatih Ragbet & Eli Haligua; Producent: Didem Pekün & locus athens (Maria-Thalia Carras & Olga Hatzidaki). Cast: Dino Bajric. Araf is in 2020 getoond in het Van Abbe Museum (Eindhoven, Nederland) in surround sound ter gelegenheid van de 25e herdenking van de genocide in Srebrenica.[5] Araf -  Turks voor vagevuur of limbo - is een essayistische roadmovie van een spookachtig personage, Nayia. Ze is sinds de oorlog in ballingschap en keert terug voor de 22e herdenking van de genocide in Srebrenica. De film volgt haar dagboeknotities van de reis die samenvloeien met de mythe van Daedalus en Icarus. Icarus is de naam die wordt gegeven aan de winnaar van een wedstrijd voor brugduiken in haar thuisland en het verhaal van Icarus en Daedalus staat symbool voor een te veel aan ambitie en de onvermijdelijke mislukking van de mens. Hoe doorbreek je de vicieuze cirkel en kom je tot verzoening? Personage Nayia erkent anderzijds het optimisme dat zo'n sprong uitdraagt. Araf traceert deze paradoxen - die van een constante terreur en een permanente stilstand. Araf ging in première op de Berlinale 2018 en werd vertoond op internationale beurzen en festivals. In 2018 won Araf de Heart of Sarajevo, Best Human Rights Documentary Award. Araf is in 2018 door de Turkish Film Critics Association (SIYAD) Awards genomineerd als beste documentaire.[5][8]

- 2021 ,Disturbed Earth. Film, duur: 29 minuten. Met Maria Thalia Carras, Cigdem Mater, Filara Catak, Paris Heleen Furst, Arndt Schwering- Sohnrey, Herold Vomeer & Jörg Witte, Mike Davies, Mehmet Yilmaz, Philipp Leinenbach, Petros Nousias, baris Uygur, Deniz Arslan, Eytan Ipeker & Fatin Ragbet (geluidsontwerp), KHORA, Karam Ghossain, David Lang (muziek). Met steun van SAHA, luleabiennale en ffai.  De film is getoond tijdens Rewind Internationalism in 2022 en 2023 in het Van Abbe Museum, waar ruim veertig kunstenaars, collectieven en onderzoekers verschillende perspectieven op het internationalisme belichtten. De film is een performance van bureaucraten, die een vergadering repeteren terwijl nabij een gruwelijke gebeurtenis plaatsheeft. De gebeurtenissen in Srebrenica worden in herinnering geroepen. Pekün zei in een interview dat ze de film moést maken. Omdat de gebeurtenis zelf te gruwelijk was richtte ze haar focus op het thema van bureaucratische incompetentie met catastrofale menselijke gevolgen. De film is gebaseerd op archiefmateriaal van transcripties van ontmoetingen tussen NAVO- en VN-functionarissen net vóór de val van Srebrenica in 1995.[1]